# Lissochlora alboseriata
Lissochlora alboseriata là một loài bướm đêm trong họ Geometridae.